# Hot Pants
Hot Pants va ser un grup de música neorockabilly d'origen francoespanyol amb base a París entre els anys 1984 i 1986, any en què es va dissoldre i alguns dels seus membres van formar el grup Mano Negra.

## Història
El músic Manu Chao, nascut a París, comptava a començament dels 1980 amb una certa reputació entre els músics underground parisencs. L'any 1984, comença a tocar junt amb el seu cosí Santiago Cassariego, el guitarrista Pascal Borgne i el baixista Jean-Marc.
Van començar com una aventura d'amics que tocaven per guanyar-se unes monedes pel carrer o al tren i va evolucionar com un projecte que inicialment s'anomenà Joint the Culasse -que va editar l'àlbum Superboum Rock and Roll el 1982- per passar al nom definitiu de Hot Pants.
Després de publicar el seu primer àlbum Loco-mosquito, comença una etapa d'èxit que els portà a realitzar moltes gires per Europa, esdevenint una banda de referència de l'escena alternativa de França i Espanya, especialment per trobar-se en un moment ple de "pop artificial", segons la crítica, que considerava el seu àlbum com "de rock and roll amfetamínic, divertit i suós".
El final de la banda va arribar el 1986 quan Santi Cassariego, cosí de Manu, decideix marxar. Aquest fet venia a sumar-se a la incipient formació del grup de música independent i alternativa francesa Los Carayos, en què participava el mateix Manu Chao junt amb el seu germà Toni Chao del grup Los Chihuahua, Schultz de los Parabellum, Alain de los Wampas i Hadji-Lazaro de los Garáons Bouchers.
Los Carayos, que va ser la llavor del futur grup Mano Negra, va aprofitar la plurinacionalitat dels seus membres per a introduir el castellà, francès, anglès, gallec i alsacià en les seves cançons.

## Estil
La seva música estava influenciada per l'admiració fanàtica de Manu per músics com Elvis, o Chuck Berry, és a dir, amb un fort contingut rocker, i arribaren a ser identificats com a grup rockabilly. El toc personal del grup, l'aportava la seva introducció de sons i ritmes llatins i d'origen espanyol, com el flamenc i la rumba.
Van enregistrar una maqueta el 1984 titulada Mala vida, i l'any 1985 ja varen enregistrar el seu primer senzill amb la discogràfica Gougnaf Mouvement amb dues cançons: So Many Times i Lover Alone. L'any 1986, aquest cop amb la discogràfica All or Nothing, van enregistrar l'àlbum Loco-mosquito, en què ja es poden identificar els signes d'identitat musical que formarien part del futur grup de Manu Chao, Mano Negra, en part per la inclusió d'una versió de la cançó Ay, qué dolor de Los Chunguitos i de Rosa María de Camarón de la Isla.

El 1986 publiquen dos nous àlbums amb el seu propi segell, anomenats Shut up! We are on air i Come into party. Tots tres àlbums han estat reeditats en versió CD entre el 2004 i el 2011.
El mateix 1986, quan la banda estava en vies de desintegració, van enregistrar l'àlbum Hot Chicas, en què compartien dues peces seves amb altres de Los Carayos i Los Chihuahua sota la producció de la discogràfica Boucherie.

## Discografia
| 1985 - Àlbum Loco Mosquito - African witch - Chicken chat - Ay qué dolor - Ball and chain - Rosamaría - Gipsy - Come on - Ya llegó - Craw daddy - Lazy pal - Junky beat - Ma dear - Cant let it down | 1986 - Àlbum Shut up! We are on air - Your music suck - I don't love you at all - Get out, leave me, step up! - I dont understand - The David Desrosiers song - Fesse à face - Sex, drugs and rock & roll - Here we go again - Evil on the road - The pink girl | 1986 - Àlbum Come into party - Young and reckless - This is summer - Rock star - Life is a party - I won't go home - I don't wanna know it - A reward - For that you live - Run away - Stop talking with me - Rock star (acústic) |